# Association latino-américaine de libre-échange
L'Association latino-américaine de libre-échange (ALALE) (en espagnol, Asociación Latinoamericana del Libre Comercio abrégé en ALALC) était une organisation régionale créée le 18 février 1960 à Montevideo (Uruguay). Entrée en vigueur le 2 janvier 1962, elle a été remplacée le 13 août 1980 par l'ALADI.

## Contexte de la création
Il existait déjà en Amérique du Sud des traités bilatéraux qui établissaient des zones de préférences tarifaires. 
Or l'article XXIV de l'Accord général sur les tarifs douaniers et le commerce (GATT) signé en 1948 autorisait sous certaines conditions la création de zones de libre-échange et d'unions douanières. 
De plus les cycles de négociations du GATT à cette époque portaient principalement sur la réduction des droits de douane (Genève, Annecy…).
Une voie similaire avait déjà été ouverte par la construction européenne avec la Communauté européenne du charbon et de l'acier (CECA, 1951) puis le Traité de Rome (1957).
Cette création s'inscrivait donc dans le processus de libéralisation mondiale des échanges qui caractérise l'après Seconde Guerre mondiale.
Parallèlement, le modèle de développement adopté par les pays d'Amérique latine des années 1930 aux années 1970 était l'« industrialisation par substitution aux importations » (modèle ISI), qui peut s'apparenter à du protectionnisme avec la mise en place de barrières douanières pour avantager les industries nationales. La mise en place d'une zone régionale de libre-échange peut donc sembler un paradoxe. Cependant, une telle zone peut être vue comme une « forteresse » douanière qui favorise les échanges internes mais se ferme aux échanges avec l'extérieur, ce qui rejoint bien la stratégie de développement ISI.

## Objectifs
L'objectif de l'ALALE était de créer une zone de libre-échange, c'est-à-dire un espace géoéconomique dans lequel les marchandises peuvent circuler librement, sans restrictions quantitatives ni -progressivement- droits de douane. Le processus a échoué, et a donc été remplacé par l'ALADI (Association latino-américaine d'intégration) 20 ans après sa création.

## Pays membres
Les premiers pays à signer le traité de l'ALALE furent l'Argentine, le Brésil, le Chili, le Mexique, le Paraguay, le Pérou et l'Uruguay.
Puis se sont ajoutés d'autres États latino-américains :
- en 1961 la Colombie et l'Équateur
- en 1966 le Venezuela
- en 1967 la Bolivie.